# Обернбург на Мајни
Обернбург на Мајни (њем. Obernburg am Main) град је у њемачкој савезној држави Баварска. Једно је од 32 општинска средишта округа Милтенберг. Према процјени из 2010. у граду је живјело 8.668 становника. Посједује регионалну шифру (AGS) 9676145.

## Географски и демографски подаци
Обернбург на Мајни се налази у савезној држави Баварска у округу Милтенберг. Град се налази на надморској висини од 127 метара. Површина општине износи 24,8 km². У самом граду је, према процјени из 2010. године, живјело 8.668 становника. Просјечна густина становништва износи 349 становника/km².

## Међународна сарадња
| Мјесто | Држава   | Врста сарадње | Од    |
| ------ | -------- | ------------- | ----- |
| Асод   | Мађарска | партнерство   | 1992. |
| Извор  |          |               |       |